# Otrzewna człowieka
     Otrzewna

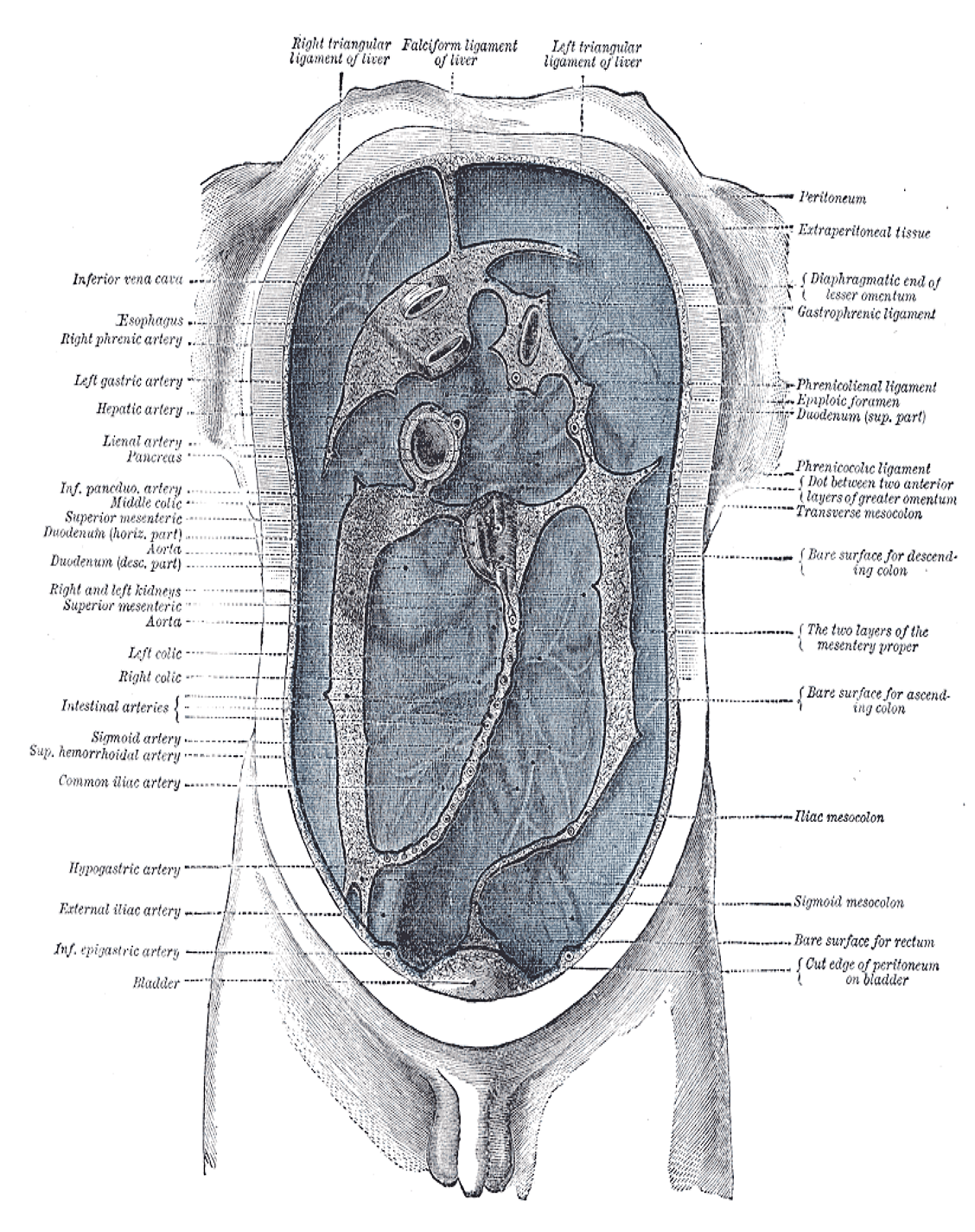
Otrzewna zaznaczona kolorem niebieskim

Otrzewna
opis struktur
1: Przepona - 2: Wątroba - 3: Żołądek - 4: Pęcherz moczowy - 5: Kość łonowa - 6: Pochwa - 7 : Trzustka - 8: Dwunastnica - 9: Okrężnica poprzeczna - 10 : Jelito cienkie - 11 : Macica - 12 : Odbytnica

Otrzewna (łac. peritoneum) – w anatomii człowieka cienka, gładka błona surowicza, która wyściela ściany jamy brzusznej i miednicy oraz pokrywa całkowicie lub częściowo położone w tych jamach narządy. Jest największą błoną surowiczą ustroju.
Otrzewna stanowi jak gdyby worek, który u mężczyzn jest całkowicie zamknięty, a u kobiet łączy się ze środowiskiem zewnętrznym za pośrednictwem brzusznego ujścia jajowodu. Część otrzewnej wyściełającą od wewnątrz ściany jamy brzusznej i miednicy nazywana jest otrzewną ścienną (peritoneum parietale), zaś część pokrywającą narządy – otrzewną trzewną (peritoneum viscerale). Otrzewna ścienna wyściela warstwą ciągłą ścianę przednią, ściany boczne i przeponę. Na tylnej ścianie jamy brzusznej i na ścianach miednicy otrzewna ścienna przechodzi ze ściany na narządy i staje się otrzewną trzewną. Miejsce, w którym otrzewna ścienna przechodzi w otrzewną trzewną, nazywane jest krezką.
Otrzewna, schodząc ze ściany jamy brzusznej na narządy, tworzy fałdy składające się z dwóch blaszek błony surowiczej, zwane krezkami (mesenterium) lub więzadłami (ligamentum) (więzadło może być odcinkiem krezki dochodzącym do narządu, lub odcinkiem otrzewnej nie będącym odpowiednikiem krezki). Blaszki, z których składa się krezka lub więzadło rozchodzą się przy brzegu narządu, do którego dochodzą i który otaczają, tworząc jego błonę surowiczą. Na krezce zawieszone jest jelito cienkie (z wyjątkiem dwunastnicy), okrężnica poprzeczna i okrężnica esowata, wyrostek robaczkowy, jajniki, jajowody, macica.

## Zachyłki otrzewnowe
Podczas obrotów cewy pokarmowej podczas rozwoju płodowego powstają liczne zachyłki otrzewnowe. Należą do nich:
Torba sieciowa. Jest całkowicie wyścielona otrzewną. Prowadzi do niej otwór sieciowy, którego ograniczeniami są:
- od przodu: więzadło wątrobowo-dwunastnicze,
- od tyłu: żyła główna dolna,
- od góry: płat ogoniasty wątroby,
- od dołu: górna część dwunastnicy (zgięcie górne);

W jamie torby sieciowej wydziela się następujące kompartmenty:
Przedsionek torby sieciowej (łac. vestibulum bursae omentalis), w otoczeniu którego wyróżnia się następujące twory:
- od przodu: sieć mniejsza,
- od tyłu: otrzewna ścienna (łac. peritoneum parietale),
- od góry: wyrostek ogoniasty,
- od dołu: głowa trzustki (łac. caput pancreatis);

Przedsionek kieruje się od otworu sieciowego ku górze w stronę lewą aż do cieśni torby sieciowej, która ograniczona jest przez fałd żołądkowo-trzustkowy (łac. plica gastropancreatica). W fałdzie znajdują się:
- tętnica żołądkowa lewa ze swoim splotem nerwowym,
- żyła żołądkowa lewa,
- naczynia chłonne;

Zachyłek górny torby sieciowej (łac. recessus superior omentalis), leży w górnej części torby sieciowej i ograniczają go:
- od przodu: więzadło wątrobowo-żołądkowe) oraz płat ogoniasty wątroby (łac. lobus caudatus),
- od tyłu: otrzewna ścienna,
- od góry: dolna powierzchnia lewego płata wątroby,
- od dołu: przejście do głównej części torby sieciowej,
- po stronie prawej: żyła główna dolna,
- po stronie lewej: część brzuszna przełyku (łac. pars abdominalis esophagi i wpust żołądka (łac. cardia ventriculi);

Główna część torby sieciowej położona jest tuż za tylną ścianą żołądka. Aby odsłonić wnętrze komory należy rozciąć więzadło żołądkowo-okrężnicze i odciągnąć żołądek ku górze. Jamę tą ograniczają:
- od tyłu: powierzchnia przednia lewego nadnercza oraz górne części przednich powierzchni nerki i trzustki oraz krezka okrężnicy poprzecznej i okrężnica poprzeczna,
- od przodu: otrzewna trzewna, która pokrywa tylna ścianę żołądka;

Zachyłek dolny torby sieciowej (łac. recessus inferior omentalis) – tuż po urodzeniu zanika i przekształca się w więzadło żołądkowo-okrężnicze. W czasie organogenezy znajduje się w obrębie sieci większej, która zwisa z powierzchni przedniej żołądka, aż do spojenia łonowego. Zachyłek może sięgać pierwotnie do dna sieci większej.
Zachyłek śledzionowy (łac. recessus splenicus bursae omentalis) – położony najbardziej na lewo i sięgający do wnęki śledziony. Ograniczają go:
- od przodu: więzadło żołądkowo-śledzionowe,
- od tyłu: więzadło przeponowo-śledzionowe;

Zachyłki większej części jamy otrzewnej:
- Zachyłek podprzeponowy lub przeponowo-wątrobowy (łac. recessus subphrenicus seu phrenicohepaticus), występuje w okolicy połączenia lewego płata wątroby z przeponą za pośrednictwem więzadła trójkątnego lewego, do przodu lub do tyłu od niego.

Zachyłki okolicy dwunastnicy
- zachyłek dwunastniczy górny (łac. recessus duodenalis superior), zlokalizowany po lewej stronie górnego odcinka wstępującej części dwunastnicy. Jego głębokość wynosi ok. 2 cm, a otwór prowadzący do zachyłka położony jest u dołu i mieści się w nim jeden mały palec. Zachyłek ograniczony jest od góry przez fałd dwunastniczy górny (łac. plica duodenalis superior), rozciągający się od zgięcia dwunastniczo-czczego (łac. flexura duodenojejunalis) w stronę lewą do otrzewnej ściennej. Fałd ten może zawierać żyłę krezkową dolną.
- zachyłek dwunastniczy dolny (łac. recessus duodenalis inferior), (częstość występowania 75%) zlokalizowany poniżej zachyłka dwunastniczego górnego, po lewej stronie dolnej części dwunastnicy wstępującej. Głębokość zachyłka wynosi ok. 3 cm, a otwór, który do niego prowadzi, położony jest ku górze i mieszczą się w nim 1–2 palce. Zachyłek jest ograniczony przez fałd dwunastniczy dolny (plica duodenalis inferior). W różnych odmianach do obu zachyłków może prowadzić wspólny otwór owalny.
- zachyłek przydwunastniczy (łac. recessus paraduodenalis), położony pomiędzy wyżej wymienionymi, po lewej stronie części wstępującej dwunastnicy i do tyłu od żyły krezkowej dolnej. Ograniczony jest fałdem otrzewnej ściennej zawierającym żyłę krezkową dolną i gałąź wstępującą tętnicy okrężniczej lewej.
- zachyłek naddwunastniczy (zwany też zachyłkiem krezki okrężnicy poprzecznej) (łac. recessus supradeodenalis), o głębokości ok. 3 cm, położony między obwodem górnym zgięcia dwunastniczo-czczego a nasadą krezki okrężnicy poprzecznej. Zachyłek kieruje się ku górze od położonego na dole otworu.
- zachyłek zadwunastniczy (łac. recessus retroduodenalis), o głębokości 8–10 cm, położony do tyłu od części wstępującej i poziomej dwunastnicy lub tylko od części wstępującej. Do tyłu od niego przebiega aorta. Otwór zachyłku położony w jego części dolnej i na lewo.

Zachyłki okolicy jelita ślepego
- zachyłek krętniczo-kątniczy górny (łac. recessus ileocecalis superior), położony powyżej połączenia jelita cienkiego z jelitem grubym. Jest ograniczony od góry fałdem krętniczo-kątniczym górnym (zwanym też fałdem kątnicy naczyniowej), który biegnie od krezki jelita cienkiego do dolnej części jelita ślepego, tworząc przednią ścianę zachyłka, którego otwór skierowany jest ku dołowi i na lewo od zachyłka. Fałd zawiera gałązki naczyń krętniczo-okrężniczych, zaopatrujących jelito ślepe.
- zachyłek krętniczo-kątniczy dolny (łac. recessus ileocecalis inferior), położony poniżej jelita krętego, pomiędzy nim a jelitem ślepym i wyrostkiem robaczkowym. Jest ograniczony fałdem krętniczo-kątniczym dolnym, biegnącym od przedniej ściany końcowego odcinka jelita cienkiego do jelita ślepego i do przedniej powierzchni krezeczki wyrostka robaczkowego. Otwór zachyłka skierowany jest ku dołowi i ku stronie lewej. Do tego otworu może wchodzić wyrostek robaczkowy.
- zachyłki zakrętnicze (łac. recessus retrocecales), występują w wyniku przyrostu zrośnięcia się otrzewnej trzewnej jelita ślepego do otrzewnej ściennej tylnej.
- dół kątniczy lub zakątniczy (łac. fossa retrocecalis), sięga poza ścianę tylną okrężnicy wstępującej, a bocznie ograniczony jest przez fałd otrzewnej (łac. plica cecalis), rozciągający się od kątnicy do talerza kości biodrowej.
- zachyłki lub bruzdy przyokrężnicze (recessus s. sulci paracolici), występują, gdy okrężnica wstępująca lub okrężnica zstępująca niecałkowicie przyrośnie do otrzewnej ściennej. Zachyłki występują wzdłuż bocznych obwodów okrężnic. Najczęściej występuje zachyłek przyokrężniczy prawy i dlatego częściej obserwuje się po tej stronie występowanie przepukliny krezkowo-ściennej prawej (łac. hernia mesentericoparietalis dextra).

Zachyłki okolicy okrężnicy esowatej
- zachyłek międzyesowaty (łac. recessus intersigmoideus) powstaje w miejscu, gdzie przegroda krezki okrężnicy esowatej krzyżuje się z lewym moczowodem. W tym miejscu może nie dojść do całkowitego zrośnięcia się krezki okrężnicy esowatej z otrzewną ścienną i w wyniku tego tworzy się lejkowate wpuklenie o głębokości 4–5 cm, skierowane ku górze wzdłuż naczyń okrężnicy esowatej. Nie jest to miejsce tworzenia przepuklin, ale miejsce to wyróżnia się topograficznie, gdyż tutaj lewy moczowód wchodzi do miednicy mniejszej.
- zachyłek biodrowo-podpowięziowy lub Biesiadeckiego (łac. recessus iliacosubfascialis) powstaje między powięzią powlekającą powierzchnię mięśnia biodrowego a położonym na nim mięśniem lędźwiowym większym. Może też powstawać pomiędzy mięśniem lędźwiowym większym a położonym na nim mięśniem lędźwiowym mniejszym.

## Położenie narządów
W zależności od tego, w jakim stopniu narządy wewnętrzne są pokryte przez otrzewną, mówi się o różnym położeniu albo stosunku do otrzewnej. Jedne narządy są pokryte otrzewną ze wszystkich stron, inne tylko częściowo, a do niektórych otrzewna przylega tylko z jednej strony.
O pierwszych mówi się, że są położone wewnątrzotrzewnowo (situs intraperitonealis). Należą tu: żołądek, część górna dwunastnicy, jelito czcze i jelito kręte, wątroba, jelito ślepe, wyrostek robaczkowy, okrężnica poprzeczna, okrężnica esowata, górna część odbytnicy, śledziona i jajniki.
Do drugiej grupy należą narządy pierwotnie położone wewnątrzotrzewnowo; w trakcie rozwoju osobniczego znalazły się wtórnie w położeniu częściowo pozaotrzewnowym, które nazywane jest położeniem śródotrzewnowym; należą tu: środkowa część odbytnicy, okrężnica wstępująca i zstępująca, trzustka i część zstępująca wraz z częścią dolną dwunastnicy.
Wreszcie położenie pozaotrzewnowe (situs extraperitonealis) mają nerki, nadnercza, moczowód i pęcherz moczowy.